# Nouvelle synagogue d'Oppeln (1897-1938)

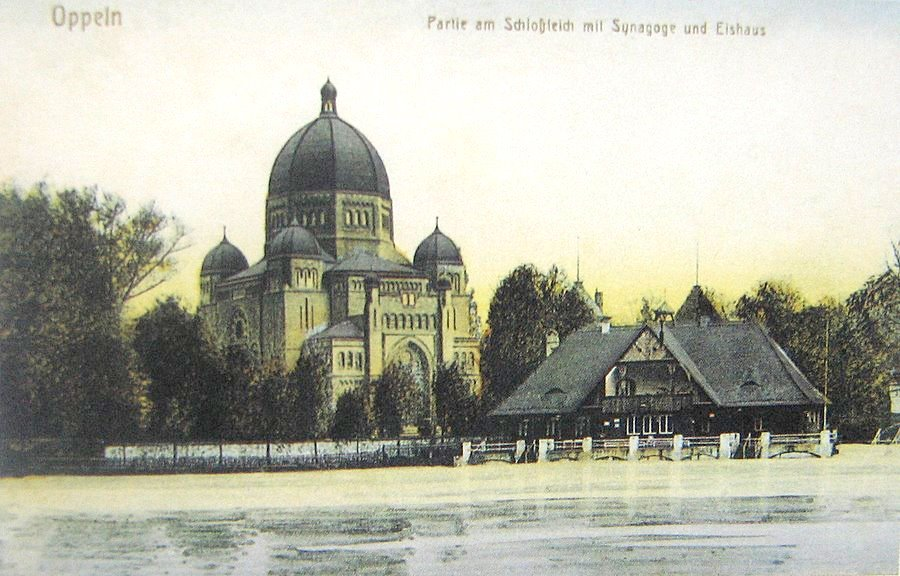
La synagogue dans l'ile d'Apiary

La nouvelle synagogue d'Oppeln ou nouvelle synagogue d'Opole (en allemand:  Neue Synagoge ) est la plus grande synagogue de la communauté juive d'Oppeln, située dans l'ancienne Hafenstrasse (aujourd'hui rue Piastowska), inaugurée en 1897 et incendiée par les nazis  en 1938 pendant la nuit de Cristal comme la plupart des synagogues d'Allemagne.  
Opole (en allemand: Oppeln) est une ville du sud de la Pologne, capitale historique de la Haute-Silésie. Sous le nom d'Oppeln, elle est autrichienne depuis 1532, prussienne à partir de 1740, puis allemande jusqu'à la fin de la Seconde Guerre mondiale. En 1945, à la suite de la conférence de Potsdam, elle est attribuée à la Pologne et reprend son nom polonais d'Opole.  

## L'ancienne synagogue
Une première synagogue est construite dans la Hospitalstrasse (maintenant rue Szpitalna) en 1842 à l'initiative des familles juives locales. Les fonds pour la construction sont obtenus grâce à des dons, des prêts auprès des banques et à l'achat par les fidèles de sièges. La synagogue est officiellement inaugurée par le rabbin de Breslau (Wrocław), Abraham Geiger. Malgré l'addition de deux ailes en 1893, selon les plans de Felix Henry, le bâtiment de la synagogue ne peut plus, au fil des ans, accueillir un nombre suffisant de fidèles.
Le bâtiment en brique de la synagogue est construit sur un plan rectangulaire avec des dimensions de 14,7 par 20 mètres, dans le tyle néoclassique. Le rez-de-chaussée abrite les salles de l'école et les bureaux de l'administration communautaire. La salle de prière principale se trouve au premier étage.  
Après la décision de construire une nouvelle synagogue plus importante, l'ancienne synagogue est vendue aux enchères pour récupérer de l'argent pour la construction. Achetée par Emilia Roegner, elle est revendue peu de temps après à Erdman Raabe qui après transformation l'utilise pour son usine de lithographie. 
L'ancienne synagogue survivra sans pratiquement aucun dommage. à la nuit de Cristal et à la Seconde Guerre mondiale. En 1953, elle est occupée par une librairie et actuellement elle est le siège de la chaine de télévision locale TVP3 Opole

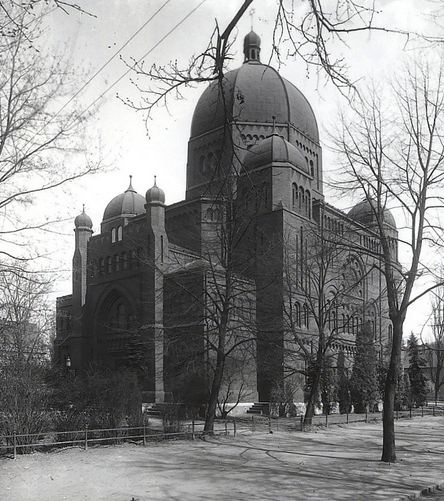
La synagogue d'Oppeln

## La nouvelle synagogue

### Historique de la nouvelle synagogue
Le besoin de construire une nouvelle synagogue se fait sentir dès le début des années 1890. Les principaux partisans de la construction sont le rabbin Adolf Wiener et le riche pharmacien Ernst Muhr.
En 1893, après de longues hésitations, la communauté juive d’Oppeln, achète pour la somme de 30 000 marks allemands un terrain dans la Hafenstrasse (devenue rue Piastowska), sur l'ile d'Apiary, anciennement occupé par la tannerie Christoph. Au printemps de 1894, commence la construction de la nouvelle synagogue. L'impressionnant bâtiment permettant d'accueillir 600 personnes, conçu par l'architecte allemand Felix Henry possède un immense dôme qui fait de la synagogue l'un des bâtiments les plus caractéristiques de la ville et la fierté des juifs d'Oppeln.
Les travaux de construction, commencés immédiatement après l'achat du terrain vont être considérablement retardés en raison de l'instabilité du terrain due à des zones humides. En 1897, les travaux de finition débutent et vont nécessiter des sommes énormes. La direction de la communauté juive, désespérée, qui craint d'interrompre les travaux de construction de la synagogue, décide alors de vendre aux enchères l'ancienne synagogue située dans la Hospitalstrasse. Plus de 25 800 marks sont obtenus de la vente, ce qui permet  d'achever les travaux. Selon la presse berlinoise, la construction de la synagogue aurait coûté plus de 200 000 marks.
Le 21 juin 1897, après un dernier service à l'ancienne synagogue, dirigé par l'ancien rabbin d'Oppeln, Hermann Vogelstein, et le nouveau rabbin Leo Baeck, les rouleaux de la Torah et tous les objets liturgiques sont solennellement transférés de l'ancienne synagogue à la nouvelle. Le lendemain 22 juin, Leo Baeck, procède officiellement à son inauguration. Leo Baeck, ouvre symboliquement la porte de la synagogue en disant: Voici, je t'ouvre, Oh porte consacrée pour les pieux fidèles. Après être entré dans le bâtiment, suivi par les nombreux invités, il prononce la prière de consécration, allume la lampe éternelle au-dessus de l'Arche Sainte et prononce un sermon solennel.
La taille inhabituelle du bâtiment avec son énorme dôme et l'unicité de l'emplacement dans un endroit très convoité, juste à côté du château historique, confirment la position déjà établie des Juifs d'Oppeln, qui participent activement à la vie économique, culturelle et politique de la ville.
Très vite, le bâtiment gagne la sympathie de la population d'Oppeln qui le considère comme une Zierde der Stadt (décoration de la ville).
L'un des événements les plus solennels de l'histoire de la synagogue a été le 25e anniversaire de son existence célébré en 1922. Tous les anciens rabbins d'Oppeln vivants et le rabbin actuel de la communauté sont réunis. C'est alors que le rabbin Felix Goldmann dévoile une plaque commémorative dédiée à 18 Juifs décédés au cours de la Première Guerre mondiale.
Le dernier office a lieu à la synagogue le 9 novembre 1938. Au cours de la nuit de Cristal, du 9 au 10 novembre, les nazis forcent le rabbin Hans Hirschberg à mettre le feu la synagogue. La bibliothèque ainsi que les archives de la synagogue partent aussi en fumée. Les pompiers arrivés sur place, n'interviennent pas pour éteindre l'incendie, se contentant d'empêcher le feu de se propager aux maisons voisines. Les ruines de la synagogue sont ensuite rasées en avril 1939. Pendant longtemps, l'emplacement de la synagogue reste inoccupé. De tout le complexe autour de la synagogue, seule est restée la maison où vivaient le gardien et le jardinier. La maison servait probablement aussi d'abattoir rituel de volaille (Shehita). Peu de temps après l'incendie, le rabbin Hirschberg est arrêté, accusé d'avoir volontairement mis le feu au bâtiment. Libéré quelque temps plus tard, il réussit à quitter Oppeln en février 1939. 
Après la guerre, dans les années 1960, un nouveau bâtiment, abritant une école maternelle est construit sur le site de la synagogue. 
En 1998, les autorités de la ville décident de commémorer l'ancienne synagogue en plaçant un rocher avec une plaque portant une inscription en polonais, en hébreu et en allemand:
« Ils ont brûlé ton temple.

Á cet endroit se trouvait une synagogue incendiée par les nazis

pendant la nuit de Cristal le 9 XI 1939.

Les gens ne l'oublieront pas »

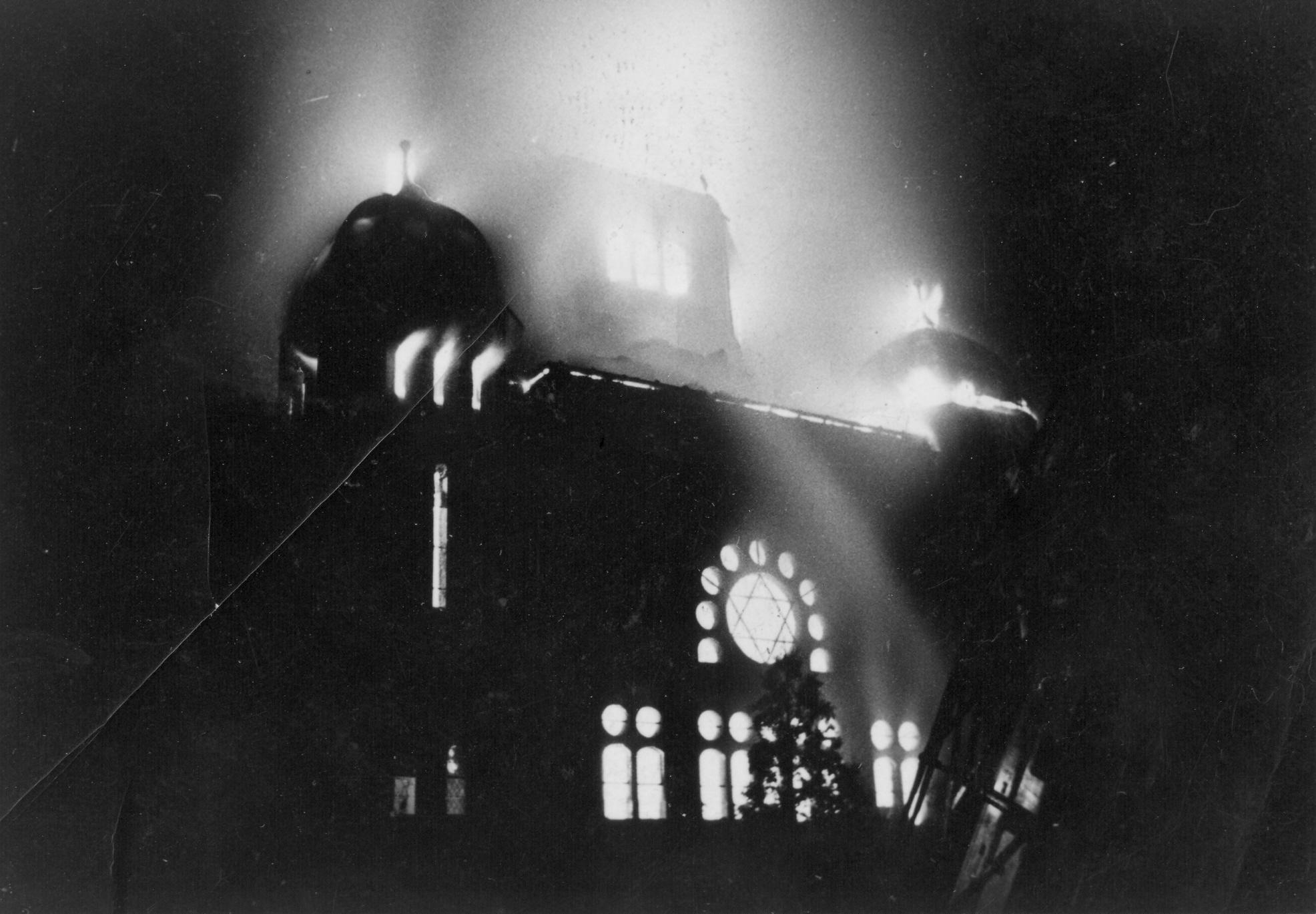
La synagogue en feu pendant la Nuit de Cristal
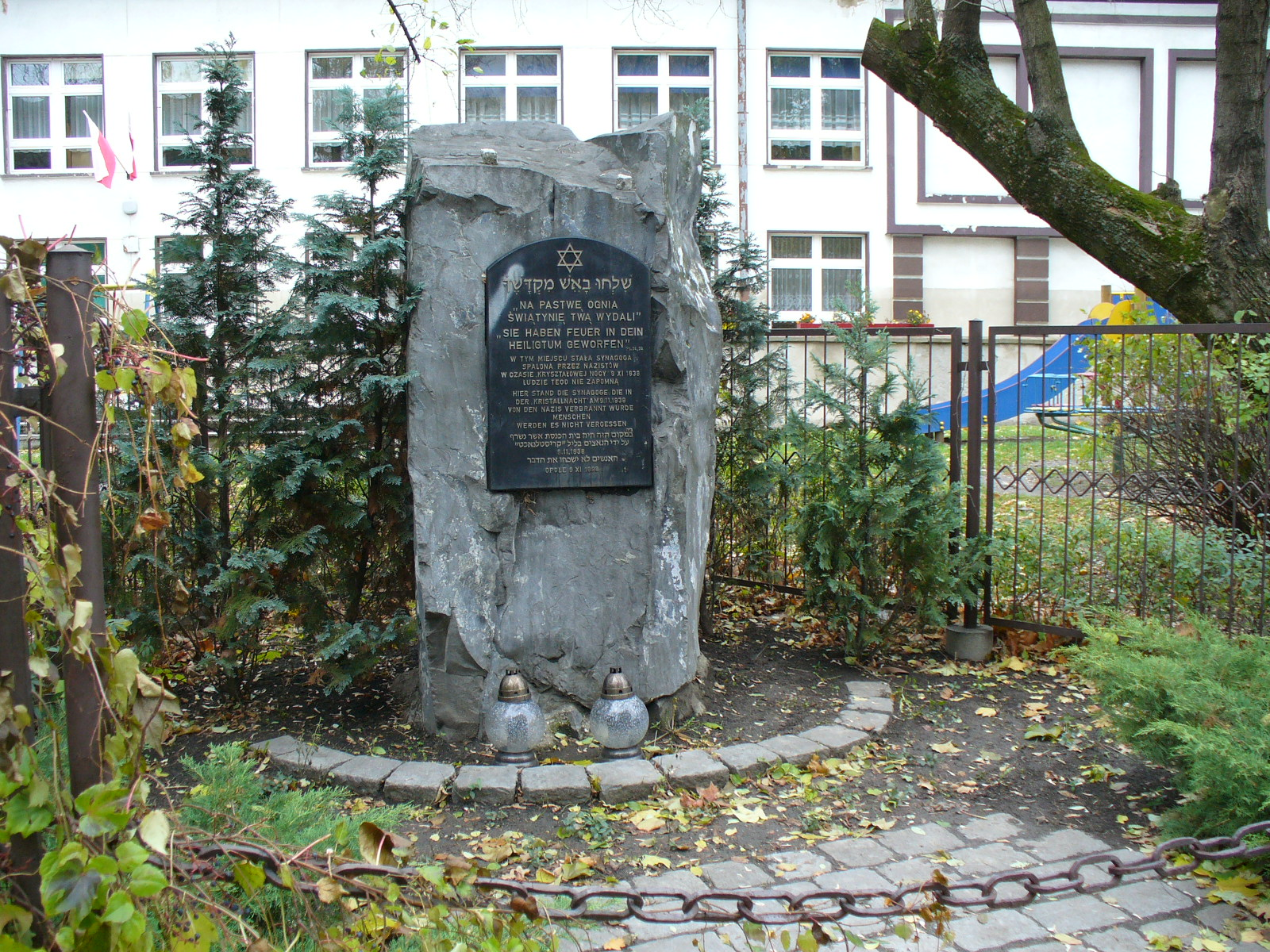
Monument érigé en 1998
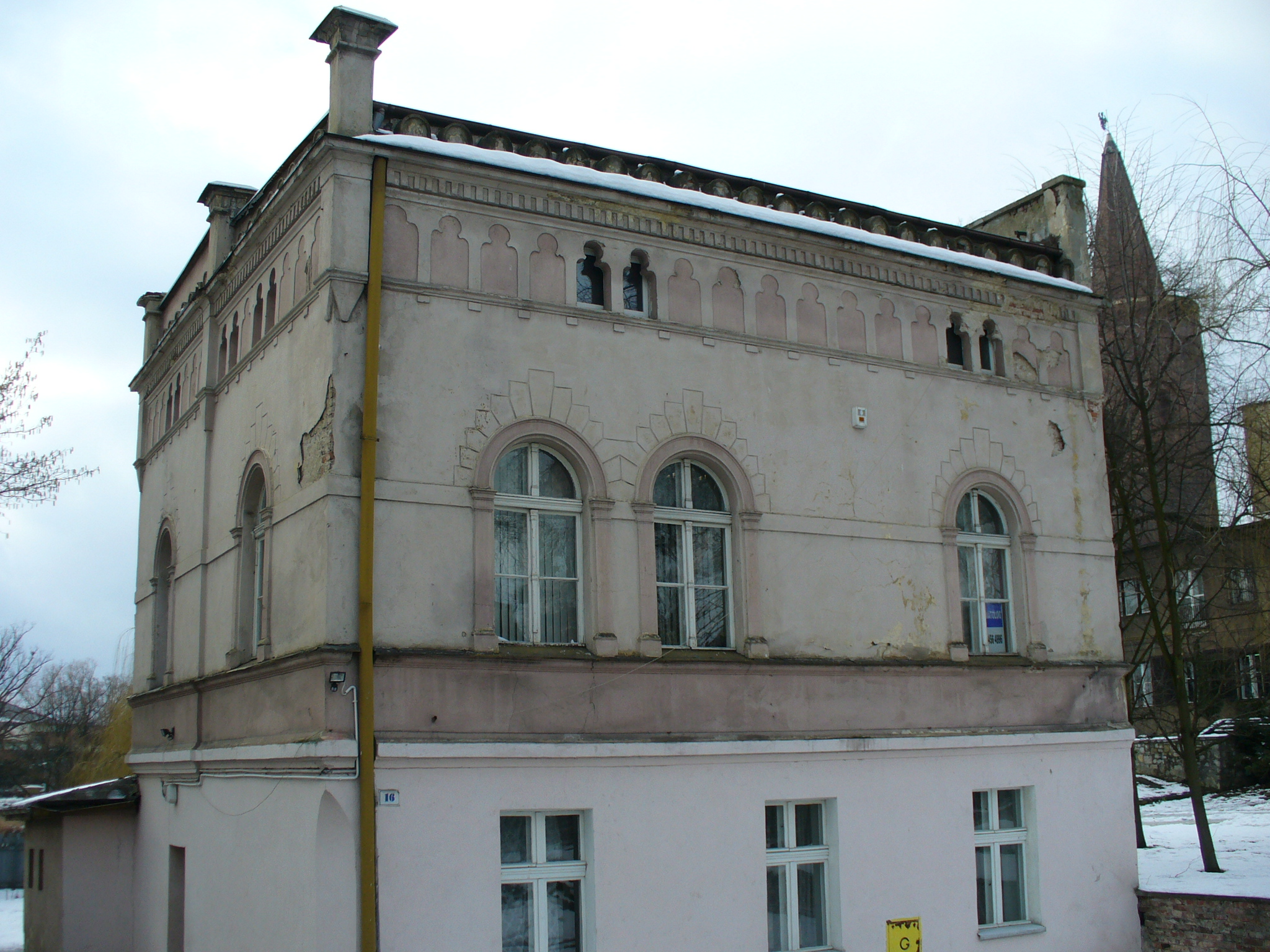
Ancienne maison de gardien, seule vestige du complexe de la synagogue

### Architecture de la nouvelle synagogue
Le bâtiment en brique est construit dans le style mauresque. Un des éléments les plus caractéristiques est le grand dôme hémisphérique à 8 pans reposant sur un tambour octogonale, clairement visible de n’importe quel endroit de la ville. À côté de la synagogue, ont été construits des bureaux communautaires, une petite salle de prière, une bibliothèque, une salle pour les archives, une salle de réunion pour le conseil de la communauté et une salle de rangement pour le matériel liturgique. Il y a probablement aussi un mikvé.

## Les rabbins d'Oppeln
- de 1847 à 1857: Dr.Salomon Cohn[4] de Zülz (Biała Prudnicka), premier rabbin d'Oppeln.
- de 1857 à 1895: Alfred Wiener, rabbin d'Oppeln pendant 38 ans. Il exerce une influence durable sur la communauté. Il est un des initiateurs de la construction de la nouvelle synagogue.
- de 1895 à 1897:  Hermann Vogelstein. Il quitte son poste de rabbin peu de temps avant l'inauguration de la nouvelle synagogue.
- de 1897 à 1907:  Leo Baeck[5] (1873-1956). Érudit et chef de file du judaïsme progressiste, il fait ses études à Breslau (Wrocław) puis à Berlin avant d'être nommé rabbin d'Oppeln, où il publie son œuvre maitresse L'Essence du judaïsme.
- de 1907 à 1917: Felix Goldmann[6] (1882-1934), nommé rabbin d'Oppeln après ses études à Berlin.
- de 1918 à 1927: David Braunschweiger[7] (1875-1928). Après avoir obtenu son diplôme de rabbin au Séminaire rabbinique Hildesheimer de Berlin, il occupera le poste de rabbin à Kattowitz (Katowice), à Rybnick (Rybnik), puis à Brunswick et ensuite à Oppeln
- de 1927 à 1929: Dr..Pfingst
- de 1929 à 1931: Dr. Hohenstein
- de 1931 à 1938: Hans Hirschberg, dernier rabbin d'Oppeln. Lors de la nuit de Cristal, les nazis le forcent à mettre le feu à la synagogue. Il réussira à quitter l'Allemagne et à se réfugier aux États-Unis en 1939.